# مرکیشه هوهه
مرکیشه هوهه (به آلمانی: Märkische Höhe) یک شهر در آلمان است که در مرکیش-اودرلند واقع شده‌است. مرکیشه هوهه  ۶۶۶ نفر جمعیت دارد.